# KAT (métro d'Athènes)
Pour les articles homonymes, voir KAT.
KAT (grec moderne : ΚΑΤ pour Κέντρο Αποκαταστάσεως Τραυματιών / Kéntro Apokatastáseos Traumatión, « Centre de rééducation des blessés ») est une station de la ligne 1 (ligne verte) du métro d'Athènes située à la limite des municipalités de Maroússi et de Kifissiá, dans le nord de l'agglomération d'Athènes.

## Histoire
Située en surface au point kilométrique 25+657, la station a été inaugurée le 27 mars 1989 soit 32 ans après la mise en service de la ligne. Elle se trouve parmi les quatre stations de la ligne situées dans la municipalité de Maroússi et doit son nom à son emplacement à proximité de l'hôpital KAT (en).
La station a été réhabilitée pour les Jeux olympiques d'Athènes et a rouvert le 11 mars 2004. Elle comporte deux quais encadrant les deux voies de circulation.

## Intermodalité
La station est desservie par des bus express (lignes : X14), uniquement les samedis dimanches et jours fériés, par des bus (lignes : B9, 501, 503, 507, 508, 509, 527, 535, 550 et 721) et par des bus de nuit de la ligne 500 et de la ligne express X14.